# Novo Orahovo
Novo Orahovo (v srbské cyrilici Ново Орахово, maďarsky Zentagunaras, rusínsky Нове Орахово) je vesnice v srbské Vojvodině, administrativně součást Severobačského okruhu, opštiny Bačka Topola. Nachází se 29 km jihovýchodně od Subotice na silnici Bačka Topola-Senta. V roce 2011 měla vesnice podle sčítání lidu 1768 obyvatel.
Novo Orahovo patří k několika mála vesnicím ve Vojvodině, kde žije rusínská menšina, která pomáhala znovuosídlit Dolní Uhry během jejich rekolonizace v 19. století. Většina obyvatel vesnice je však maďarské národnosti (cca 85 %). 